# New York Excelsior
New York Excelsior (NYXL) est une équipe américaine professionnelle de sport électronique basée à New York. L'équipe participe à l'Overwatch League (OWL) en tant que membre de la division atlantique de la ligue. 
Fondée en 2017, l'équipe est l'une des douze franchises fondatrices de l'Overwatch League et est la seule équipe professionnelle de celle-ci basée à New York. La franchise appartient au fonds de capital risque Sterling. VC, qui est soutenu par le propriétaire principal des Mets de New York, Fred Wilpon. Hyun-chant « Pavane » Yu a été nommé entraîneur principal de l'équipe et a conduit New York à 34 victoires pour 6 défaites, son ratio final à la fin de sa première saison, avec notamment quatre apparitions dans les play-offs, deux titres dans ceux-ci et une qualification pour les play-offs finaux de la saison 2018.

## Histoire de la franchise

### Débuts
Le 12 juillet 2017, Blizzard Activision, développeur d'Overwatch, a officiellement annoncé que Jeff Wilpon, cofondateur et partenaire de Sterling. VC et propriétaire des Mets de New York a acheté la franchise de l'Overwatch League basée à New York pour un montant estimé à 20 millions de dollars,. « Nous avons en quelque sorte contourné la question à la périphérie, examiné quelques équipes, fait des investissements dans des entreprises qui travaillent dans le domaine de l'e-sports mais n'avons jamais eu la possibilité réelle d'acheter une telle équipe », a déclaré Wilpon dans un entretien. 
Le 30 octobre, la franchise a révélé qu'elle s'appellerait New York Excelsior, tout en dévoilant l'identité de son équipe et sa première saison. La formation comprendrait l’acquisition de l’ensemble de l’équipe LuxuryWatch Blue, de Hong « Ark » Yeon-jun de LuxuryWatch Red et des entraîneurs Yu "Pavane" Hyeon-sang et Kim « WizardHyeong » Hyeong-seok et de Kim « Libero » de Meta Athena,. 

### Saison inaugurale
Le 11 janvier, Nyxl a disputé son premier match de l'Overwatch League en saison régulière lors d'une victoire 3 à 1 contre Boston Uprising. Ils terminent la phase 1 de la saison 2018 avec un ratio de neuf victoires pour une défaite, leur permettant ainsi de se qualifier pour le premier tour  des play-offs de la première phase. Cependant, l’équipe a perdu en finale face aux London Spitfire sur le score de 3 à 2. 
La deuxième phase s’est déroulée à peu près comme la première phase pour New York, l’équipe ayant enregistré un nouveau ratio de neuf victoires pour une défaite et une qualification pour le premier tour des play-offs de la deuxième phase. Également comme pour la première étape, la finale des play-offs se sont terminées par une victoire 3 à 2, mais cette fois-ci, New York a été victorieux et a battu Philadelphia Fusion le 25 mars pour remporter la deuxième étape. 
Lors de la troisième étape, New York a une nouvelle fois enregistré un ratio de 9-1, ce qui lui donne la deuxième place et l'accession aux demi-finales des play-offs de stage 3 (le format a entre-temps changé passant de 3 équipes qualifiées et 2 matchs à 4 équipes et 3 matchs). En demi-finale, Nyxl a balayé les Los Angeles Valiant sur le score de 3 à 0. L’équipe a remporté la troisième phase contre le Boston Uprising lors d’une autre victoire facile 3 à 0, ce qui a permis à New York de remporter deux titres consécutifs. 
New York a enregistré son pire ratio de victoires-défaites (7–3) en phase 4, mais a tout de même été qualifiées pour les play-offs de cette phase. Leur premier match était en demi-finale contre Dallas Fuel, que lequel Nyxl a remporté 3 à 2. Cependant, ils ont perdu lors de la finale contre les Los Angeles Valiant par un score de 1 à 3. 
Les New York Excelsiors, ont terminé leur saison en tête de la ligue avec un ratio de 34 victoires pour 6 défaites. Ils se sont qualifiés directement pour les demi-finales des play-offs finaux mais ont perdu directement lors de cette demi-finale contre Philadelphia Fusion les 18 et 21 juillet. New York a perdu les deux matchs par les scores de 0 à 3 et 2 à 3. 
Le 11 juillet 2018, Blizzard a officiellement nommé le joueur de soutien Bang « JJonak » Seong-hyun  Meilleur joueur de la saison 2018 de l'Overwatch League.

## Identité de l'équipe
Le nom de la franchise est basé sur la devise de l'État de New York, excelsior, qui signifie «toujours plus haut» en latin. La devise a été choisie pour incarner l'engagement de l'équipe à « atteindre le sommet et a ne jamais lâcher ». Avec son abréviation « XL », le nom de la franchise représente également l’ambition sans fin de la ville de New York, qui ne  cesse de grandir pour être de plus en plus puissante,. 
Le logo de la franchise est unique en Overwatch League et ressemble a un drapeau. Il symbolise le rapprochement des personnes, des cultures et des idées. Les lignes et les formes figurant sur le drapeau sont également représentatives de choses spécifiques à New York, telles que les systèmes de métro, les horizons et la grille de la ville. 

## Sponsors
New York Excelsior a actuellement deux partenariats. En novembre 2018, New York Excelsior s'est associé à Raynor Gaming en tant que partenaire officiel des sièges de la franchise.  En février 2019, New York Excelsior s'est associé à la marque de télécommunications T-Mobile en tant que nouveau sponsor.  

## L'équipe

### Joueurs actuels
| N° | Pseudo     | Nom            | Nationalité  | Rôle    | Arrivée          |
| -- | ---------- | -------------- | ------------ | ------- | ---------------- |
| 9  | Saebyeolbe | Jongryeol Park | Corée du Sud | DPS     | 30 octobre 2017  |
| 10 | Libero     | Haeseong Kim   | Corée du Sud | DPS     | 30 octobre 2017  |
| 7  | Mano       | Donggyu Kim    | Corée du Sud | Tank    | 30 octobre 2017  |
| 44 | JjoNak     | Seonghyun Bang | Corée du Sud | Support | 30 octobre 2017  |
| 97 | Anamo      | Taesung Jung   | Corée du Sud | Support | 31 mars 2018     |
| 31 | Nenne      | Yeonkwan Jeong | Corée du Sud | DPS     | 8 novembre 2018  |
| 17 | HOTBA      | Hongjun Choi   | Corée du Sud | Tank    | 15 novembre 2019 |
| 13 | BiaNcA     | Dong-wook Kim  | Corée du Sud | Tank    | 22 novembre 2019 |
| 2  | Mandu      | Kim Chan-hee   | Corée du Sud | Support | 26 novembre 2019 |
| 23 | WhoRU      | Lee Seung-jun  | Corée du Sud | DPS     | 4 décembre 2019  |
| 1  | Haksal     | Kim Hyo-jong   | Corée du Sud | DPS     | 4 juin 2020      |

### Organisation
| Pseudo | Nom             | Nationalité  | Rôle                |
| ------ | --------------- | ------------ | ------------------- |
|        | Jeff Wilpon     | États-Unis   | Fondateur           |
| nuGget | Yohan Kim       | Corée du Sud | Manager général     |
| Steven | Steven Kim      | Corée du Sud | Manager des joueurs |
| imt    | Yongcheol Jeong | Corée du Sud | Coach général       |
| WhyNot | Juhyeop Lee     | Corée du Sud | Assistant coach     |
| Pine   | Dohyeon Kim     | Corée du Sud | Streamer            |

### Anciens membres
| N° | Pseudo | Nom          | Nationalité  | Rôle    | Date de départ  | Note                               |
| -- | ------ | ------------ | ------------ | ------- | --------------- | ---------------------------------- |
| 21 | Pine   | Dohyeon Kim  | Corée du Sud | DPS     | 6 décembre 2019 | → Streamer pour New York Excelsior |
| 11 | MekO   | Taehong Kim  | Corée du Sud | Tank    | 17 octobre 2019 | → Houston Outlaws                  |
| 8  | Fl0w3r | Yeonoh Hwang | Corée du Sud | DPS     | 8 octobre 2019  | → RunAway                          |
| 2  | Ark    | Yeonjun Hong | Corée du Sud | Support | 18 mars 2019    | → Washington Justice               |
| 1  | Janus  | Junhwa Song  | Corée du Sud | Tank    | 31 août 2018    | → Washington Justice               |

## Résultats
| Saison | Matchs joués | Match gagnés | Matchs perdus | Pourcentage de victoire | Cartes gagnées | Cartes perdues | Cartes nulles | Différentiel de cartes | Classement (dans la ligue) | Finales |
| ------ | ------------ | ------------ | ------------- | ----------------------- | -------------- | -------------- | ------------- | ---------------------- | -------------------------- | ------- |
| 2018   | 40           | 34           | 6             | 85,0 %                  | 126            | 43             | 4             | +83                    | 1re (sur 12)               | 3e/4e   |
| 2019   | 28           | 22           | 6             | 78,6 %                  | 78             | 38             | 3             | +40                    | 2e (sur 20)                | 3e      |
| 2020   | 21           | 13           | 8             | 61,9 %                  | 50             | 30             | 2             | +20                    | 7e (sur 20)                | 5e/6e   |

### Récompenses individuelles
Sélections pour l’événement All-Star
- Ark (Hong Yeon-jun) – 2018
- Libero (Kim Hae-seong) – 2018
- Saebyeolbe (Park Jong-ryeol) – 2018
- JJonak (Bang Seong-hyun) – 2018, 2019, 2020
- Mano (Kim Dong-gyu) – 2018, 2019, 2020
- Meko (Kim Tae-hong) – 2018, 2019
- Pine (Kim Do-hyeon) – 2018, 2019
- Anamo (Jung Tae-Sung) – 2019
- Nenne (Jeong Yeon-Gwan) – 2019
- Haksal (Kim Hyo-jong) – 2020

Meilleur joueur de la saison (MVP)
- JjoNak (Seonghyun Bang) – 2018

Sélections en tant que joueurs stars
- Mano (Donggyu Kim) – 2019

## Équipe académique
Le 20 février 2018, Nyxl a officiellement annoncé que son équipe académique s'appellerait « XL2 Academy » pour les Overwatch Contenders North America, ainsi que la révélation de son effectif initial de 6 joueurs,. Peu de temps après, le 24 mars, ils ont annoncé que Hwang « Fl0w3R » Yeon-oh (maintenant appelé Nanohana), joueur de DPS, âgé de 17 ans, rejoindrait la formation. Le joueur de 17 ans était un membre inactif de l'équipe mère d'Excelsior, après avoir été jugé inéligible à participer à la saison inaugurale de l'Overwatch League en raison de restrictions d'âge,. 

### Liste actuelle
Au 18 juin 2019.
| Pseudonyme | Nom            | Rôle    | Nationalité  |
| ---------- | -------------- | ------- | ------------ |
| buds       | Casey McIlwain | Dégâts  | États-Unis   |
| Speedily   | Nicolas Zou    | Dégâts  | États-Unis   |
| KSP        | Kai Collins    | Dégâts  | Royaume-Uni  |
| GiG        | Rick Salazar   | Tank    | États-Unis   |
| Kirby      | Dong-wook Kim  | Tank    | Corée du Sud |
| HaKu       | Robert Blohm   | Soutien | États-Unis   |
| Ojee       | Christian Han  | Soutien | États-Unis   |

### Aperçu des saisons
| Année | Saison | OWC Saison Régulière   | OWC Saison Régulière | OWC Saison Régulière | OWC Saison Régulière | OWC Saison Régulière | OWC Saison Régulière | Play-offs        | International         | International         |
| Année | Saison | Région                 | MJ                   | V                    | D                    | %Victoires           | Pos                  | Play-offs        | événement             | résultat              |
| ----- | ------ | ---------------------- | -------------------- | -------------------- | -------------------- | -------------------- | -------------------- | ---------------- | --------------------- | --------------------- |
| 2018  | 1      | Amérique du Nord       | 5                    | 3                    | 2                    | 60                   | 3e                   | Quarts de finale | –                     | –                     |
| 2018  | 2      | Amérique du Nord       | 5                    | 5                    | 0                    | 100                  | 1er                  | Finales          | –                     | –                     |
| 2018  | 3      | Amérique du Nord       | 5                    | 4                    | 1                    | 80                   | 1er                  | Demi finales     | –                     | –                     |
| 2019  | 1      | Amérique du Nord Ouest | 7                    | 2                    | 5                    | 28,6                 | 6e                   | Quarts de finale | Ne s'est pas qualifié | Ne s'est pas qualifié |